# かんでんCSフォーラム
株式会社かんでんCSフォーラムは、関西電力グループの総合マーケティング企業。本社を大阪市に置く。

## 概要
コールセンター構築・運営の代行、マーケティングリサーチ、ウェブサイトの構築・運営などのサービスを提供している。
社名の「CS」にはCustomer Satisfaction （顧客満足）、Challenging Spirit （チャレンジ精神）、Creative Service （サービス創造） の意味が込められている。

## 沿革
- 2003年（平成15年）
  - 5月 - 株式会社かんでんCSフォーラムを設立。本社は大阪市北区に置いた。
  - 8月 - フルルKansaiを開設。
  - 9月 - 大阪市東成区に本社を移転。
- 2004年（平成16年）12月 - 大阪市中央区に本社を移転。
- 2008年（平成20年）11月 - 日本コールセンター協会に加盟。
- 2009年（平成21年）
  - 3月 - プライバシーマークを取得。
  - 11月 - 心斎橋CRMセンターを開設。
- 2011年（平成23年）
  - 6月 - コーポレート・アイデンティティを策定。
  - 11月 - 一般労働者派遣事業許可。
- 2015年（平成27年）
  - 4月 - 環境省エコ・アクション・ポイントの運営を開始。
  - 10月 - 大阪市女性活躍リーディングカンパニー認証
- 2016年（平成28年）11月 - 福岡市に天神CRMセンターを開設。
- 2017年（平成29年）7月 - 保育所運営の事業提携締結。
- 2018年（平成30年）3月 - フルルKansaiサービス終了。
- 2019年（平成31年/令和元年）
  - 3月 - 環境省 エコ・アクション・ポイントの運営終了。
  - 7月 - 大阪府障がい者サポートカンパニー 優良企業登録を受ける。
  - 12月 - 福岡オフィスにて酒類販売媒介業免許を取得。
- 2020年（令和2年）
  - 1月 - 大阪心斎橋オフィスにて酒類販売媒介業免許を取得。
  - 3月 - 大阪市都島区に本社移転。
- 2021年（令和3年）
  - 5月 - 心斎橋アウトバウンドセンター（大阪）を開設。
  - 6月 - 有料職業紹介事業許可。
- 2022年（令和4年）
  - 1月 - 京橋センターを開設。
  - 10月 - 株式会社クリアパスから会員事業を譲受。
  - 10月 - 本社（京橋フロントビル）にて通信販売酒類小売業免許を取得。
  - 12月 - 福岡中洲センターを開設。

## 事業所
- 本社:  大阪市都島区東野田町1丁目5番14号　京橋フロントビル
- 東京オフィス（浜松町）:  東京都港区海岸1-2-20　汐留ビルディング
- 福岡オフィス（天神）:  福岡市中央区天神 1-13-17 　福岡天神1丁目ビル

## 歴代社長
- 初代　木村 愼作　2003年5月-2006年5月
- 2代目　彌園 豊一　2006年6月-2009年6月
- 3代目　北尾 伸二　2009年7月-2011年6月
- 4代目　内藤 直樹　2011年7月-2012年6月
- 5代目　鍵田 吉成　2012年7月-2015年6月
- 6代目　野地 小百合　2015年7月-2018年6月
- 7代目　森本 章文　2018年7月-2022年6月
- 8代目　藤友 英教　2022年7月-